# Werner Sobek (Wasserspringer)
Werner Sobek (* 25. Mai 1922 in Kattowitz; † 24. Juli 2003 in Berlin) war ein deutscher Wasserspringer, der zwei Medaillen bei Europameisterschaften gewann.

## Sportliche Karriere
Werner Sobek vom SC Spandau 04 trat bei den Schwimmeuropameisterschaften 1950 in Wien sowohl im Springen vom Drei-Meter-Brett als auch vom Zehn-Meter-Turm an. Vom Brett siegte der Deutsche Hanns Aderhold vor dem Franzosen Guy Hernande und Werner Sobek. Vom Turm gewann der Deutsche Günter Haase vor Sobek.
Bei den Olympischen Spielen 1952 in Helsinki traten vom Brett Aderhold und Sobek an. Vom Turm sprangen Haase, Sobek und Fritz Geyer. Zunächst fand der Wettbewerb vom Brett statt, Aderhold und Sobek verpassten als 11. und 12. des Vorkampfs den Einzug ins Finale. Vier Tage später wurde Geyer 10. und Sobek 20. des Vorkampfs vom Turm. Lediglich Günther Haase erreichte das Finale und ersprang dann die Bronzemedaille.
Werner Sobek gewann 1953 und 1954 den deutschen Meistertitel vom Drei-Meter-Brett.